# Пер (Венгрия)
Пер (венг. Pér) — коммуна с центром в одноимённом посёлке в Дьёрском районе медье Дьёр-Мошон-Шопрон, Венгрия. Рядом с посёлком Пер находится международный аэропорт Дьёр-Пер, обслуживающий, главным образом, расположенный в 15 км к северо-западу от Пера центр медье — город Дьёр.

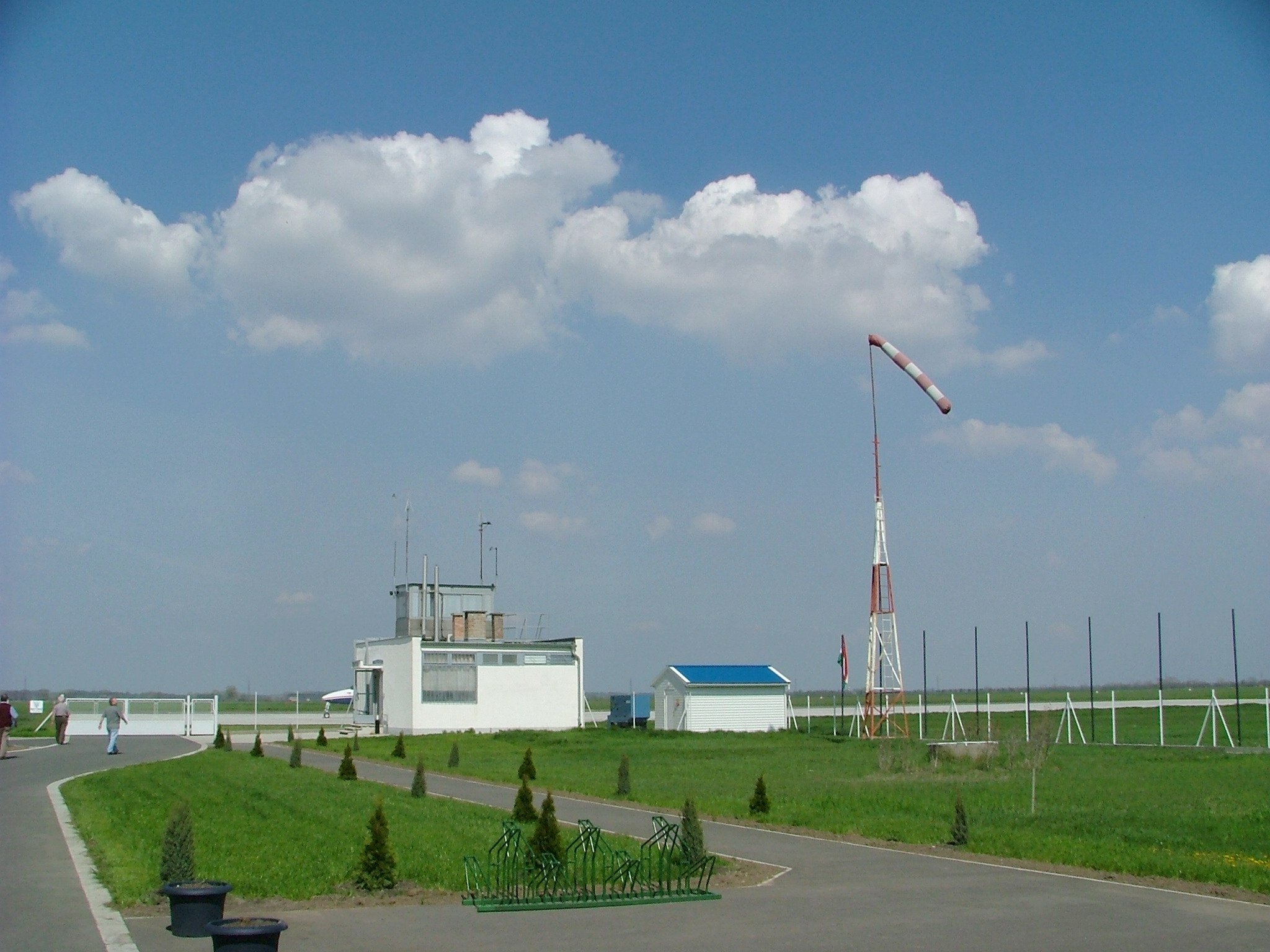
аэропорт Дьёр-Пер

Население коммуны — 2333 человек (2012), население посёлка Пер — 2027 человек. Кроме административного центра в коммуну входят несколько деревень. Подавляющее большинство населения — венгры (99 %), преобладающее вероисповедание — римо-католики (78,1 %), за ними идут протестанты (13,8 %). В посёлке есть как католическая, так и протестантская церковь. Приходская католическая церковь Успения Девы Марии построена в середине XVIII века в стиле барокко; памятник архитектуры.
Пер стоит на автомагистрали M81 (Дьёр — Секешфехервар), связан с Дьёром регулярным автобусным сообщением. Через посёлок протекает небольшой ручей Вежень (Vezseny-ér), на котором севернее Пера устроена запруда и рыбоводческая ферма.

## Население
| Год  | Численность | Численность |
| ---- | ----------- | ----------- |
| 2013 | 2374        | [ 3 ]       |
| 2014 | 2363        | [ 4 ]       |
| 2015 | 2373        | [ 5 ]       |
| 2021 | 2544        | [ 6 ]       |
| 2022 | 2641        | [ 7 ]       |
| 2023 | 2667        | [ 8 ]       |
| 2024 | 2758        | [ 1 ]       |